# Lauscherlounge
Die Lauscherlounge GmbH ist ein deutscher Hörspielverlag und Veranstalter von Live-Hörspielen und Lesungen mit Sitz in Berlin. Die Geschäftsführung obliegt Oliver Rohrbeck und Kai Schenker.

## Geschichte und Programm
Die ursprüngliche Lauscherlounge GmbH wurde 2003 von Synchron- und Hörspielsprecher Oliver Rohrbeck, Kaufmann Kai Schenker und Radiomacher Grischa Sedelke mit der Idee gegründet, Hörveranstaltungen live und vor Publikum aufzuführen. Den Auftakt bildete eine Halloween-Lesung im Berliner Sage Club, in der Oliver Rohrbeck und Detlef Bierstedt als Sprecher auftraten.
Die aktuelle Lauscherlounge GmbH wurde am 23. Februar 2015 gegründet. Gegenstand des Unternehmens ist die Erbringung von Dienstleistungen im Verlags-, Event- und Spielebereich, sowie der Erwerb und Verkauf von Rechten und Lizenzen an Medien und Medieninhalten, insbesondere an Filmen, Büchern und Hörbüchern (Geschäftsführer: Oliver Rohrbeck und Kai Schenker).
Am 26. Juli 2012 wurde zusätzlich die Lauscherlounge Veranstaltungen UG (haftungsbeschränkt) gegründet. Gegenstand des Unternehmens ist die Konzeption, Planung, Organisation und Durchführung von Kulturveranstaltungen auf eigene Rechnung und für Dritte, inklusive der Vermarktung und des Vertriebs von Mitschnitten und Programmen, speziell im Bereich der Lesungen, Record-Release-Partys und Livehörspiele (Geschäftsführer: Oliver Rohrbeck und Kai Schenker).

### Live-Veranstaltungen
Seit 2004 werden regelmäßig Live-Hörspiele und inszenierte Lesungen vor Publikum realisiert. Fester monatlicher Veranstaltungsort ist die Alte Kantine der Kulturbrauerei im Berliner Stadtteil Prenzlauer Berg, doch werden die Produktionen seit 2009 auch bundesweit aufgeführt. Als Protagonisten fungieren bekannte Synchronsprecher, die je nach Art der Darbietung von Musikarrangements der Komponisten Dirk Wilhelm und Henrik Albrecht sowie von Geräuschemacher Jörg Klinkenberg begleitet werden. Neben wiederkehrenden Veranstaltungen wie der Prima Vista Lesung mit David Nathan und Simon Jäger, alternierend mit Oliver Rohrbeck und Detlef Bierstedt, inszeniert Lauscherlounge Live auch Lesungen und Live-Hörspiele zu verschiedenen Themen. Aufgrund des wachsenden Publikumsinteresses wurde der Auftrittsort für die Prima Vista Lesungen im Jahr 2012 in den Berliner Club SO36 verlegt.
Seit dem Ende des Rechtsstreits um die Hörspielserie Die drei ???
organisiert Lauscherlounge Live zudem sogenannte Record Release Parties (RRPs) für alle neuen Folgen der Hörspielreihe, bei der das Publikum in der Regel eine Woche vor der Veröffentlichung die neue Episode gemeinsam mit Oliver Rohrbeck anhören kann.

### Produktionen
Mit der Veröffentlichung des Live-Hörspiels Trek nach Westen als Tonträger produziert Lauscherlounge Records auch eigene Hörbücher und Hörspiele. Zu den bekannten Serien gehören die Detektivreihen Peter Lundt und Richard Diamond sowie die von Andreas Fröhlich vorgetragene Reihe Handverlesen und Erzählungen bekannter Autoren mit Jens Wawrczeck.
Im Jahre 2011 schlug der Verlag erstmals einen neuen Weg der Finanzierung einer Hörspielproduktion ein. Für die 2008 eingestellte Serie Richard Diamond konnten mit Hilfe des Crowdfunding zwei neue Folgen produziert werden. Ziel war es, einen Teil der Produktionskosten mit mindestens 5000 Euro zu decken und auf diesem Wege die Möglichkeit zu schaffen, die Hörspielreihe mit den Fällen 13 und 14 fortzusetzen. Innerhalb von 61 Tagen wurde durch Unterstützer des Projekts eine Summe von 6425 Euro zusammengetragen.
Besonderen Erfolg verzeichnete Lauscherlounge Records mit der Produktion übernacht, in der die Schicksale dreier Menschen und ihre sich kreuzenden Wege während einer Silvesternacht thematisiert werden. Das von Johanna Steiner verfasste und inszenierte Hörspiel mit Sprechern wie Julia Hummer, Tom Schilling und Fritzi Haberlandt erschien im Januar 2012 auf der Hörbuchbestenliste. In der Kategorie „Bestes Hörspiel“ wurde es für den Deutschen Hörbuchpreis 2013 nominiert.

## Hörspielstudio XBerg
Seit 2007 betreibt Oliver Rohrbeck sein eigenes Hörspielstudio, in dem die Aufnahmen für sein eigenes Label stattfinden. Darüber hinaus wird auch anderen Verlagen die Möglichkeit geboten, die Räumlichkeiten zu buchen und eigene Hörbücher und Hörspiele zu produzieren.
Das Hörspielstudio Xberg ist mit zwei Studios ausgestattet und liegt in Berlin-Kreuzberg.

## Sprecher
Bislang wurden Hörbücher und Hörspiele unter der Regie und nach Skripten u. a. von Oliver Rohrbeck, Ivar Leon Menger, Florian Bald, Katja Riemann, Arne Sommer, Kai Schwind, Katrin Wiegand oder Johanna Steiner produziert.
| - Henrik Albrecht - Detlef Bierstedt - Ranja Bonalana - Mark Bremer - Katja Brügger - Anna Carlsson - Tanja Fornaro - Robert Frank - Rainer Fritzsche - Andreas Fröhlich - Luise Helm - Simon Jäger - Stefan Kaminski - Tobias Kluckert - Helmut Krauss - Luise Lunow - Tetje Mierendorf | - David Nathan - Timmo Niesner - Erich Räuker - Katja Riemann - Oliver Rohrbeck - Sascha Rotermund - Reinhard Scheunemann - Tom Schilling - Gerrit Schmidt-Foß - Reiner Schöne - Nana Spier - Ulrike Stürzbecher - Uve Teschner - Vera Teltz - Jens Wawrczeck - Elena Wilms - Dietmar Wunder |

## Auszeichnungen
- 2012: Ohrkanus in der Kategorie Bestes Label